# Гаррісбург (Огайо)
Гаррісбург (англ. Harrisburg) — селище (англ. village) в США, в округах Франклін і Пікавей штату Огайо. Населення — 315 осіб (2020).

## Географія
Гаррісбург розташований за координатами 39°48′39″ пн. ш. 83°10′6″ зх. д. / 39.81083° пн. ш. 83.16833° зх. д. (39.810708, -83.168394).  За даними Бюро перепису населення США в 2010 році селище мало площу 0,40 км², уся площа — суходіл.

## Демографія
Згідно з переписом 2010 року, у селищі мешкало 320 осіб у 138 домогосподарствах у складі 86 родин. Густота населення становила 802 особи/км².  Було 147 помешкань (368/км²).
Расовий склад населення:
| - 96,9 % — білих - 0,9 % — корінних американців - 0,6 % — чорних або афроамериканців - 0,6 % — азіатів |

До двох чи більше рас належало 0,9 %. Частка іспаномовних становила 0,3 % від усіх жителів.
За віковим діапазоном населення розподілялося таким чином: 19,1 % — особи молодші 18 років, 66,5 % — особи у віці 18—64 років, 14,4 % — особи у віці 65 років та старші. Медіана віку мешканця становила 44,7 року. На 100 осіб жіночої статі у селищі припадало 103,8 чоловіків;  на 100 жінок у віці від 18 років та старших — 96,2 чоловіків також старших 18 років.
Середній дохід на одне домашнє господарство  становив 54 523 долари США (медіана — 39 375), а середній дохід на одну сім'ю — 60 800 доларів (медіана — 43 500). За межею бідності перебувало 24,0 % осіб, у тому числі 47,2 % дітей у віці до 18 років та 13,0 % осіб у віці 65 років та старших.
Цивільне працевлаштоване населення становило 184 особи. Основні галузі зайнятості: освіта, охорона здоров'я та соціальна допомога — 21,7 %, роздрібна торгівля — 14,7 %, науковці, спеціалісти, менеджери — 14,7 %.